# سیارک ۱۲۵۵۶
سیارک ۱۲۵۵۶ (به انگلیسی: 12556 Kyrobinson، نامگذاری:1998QG48) دوازده هزار و پانصد و پنجاه و ششمین سیارک کشف شده‌است که در ۱۷ اوت ۱۹۹۸ کشف شد.
قدر مطلق سیارک برابر ۱۸.۶ است.